# Maxim Sergejewitsch Marzinkewitsch

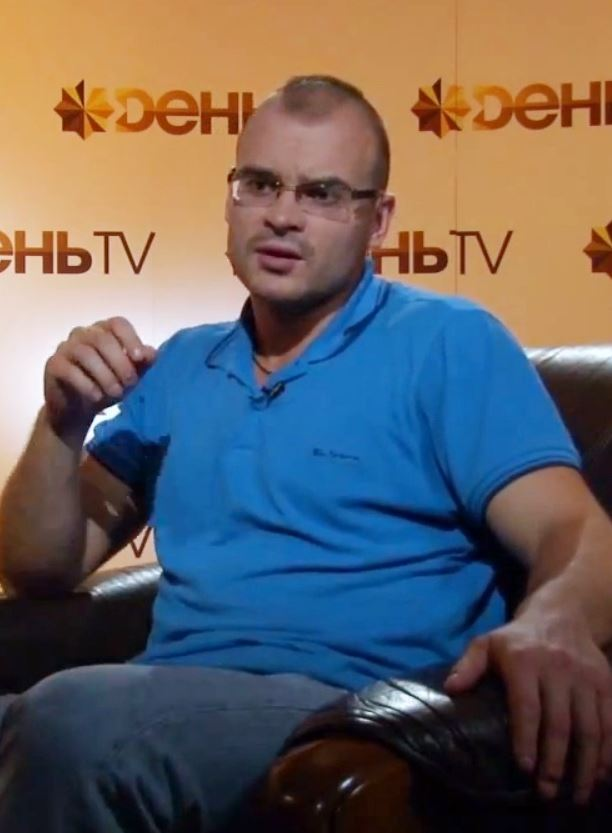
Maxim Marzinkewitsch

Maxim Sergejewitsch Marzinkewitsch (russisch Макси́м Серге́евич Марцинке́вич, * 8. Mai 1984 in Moskau; † 16. September 2020 in Tscheljabinsk), besser bekannt als Tessak (russisch Теса́к für Hackbeil, Beil, Handaxt, Machete), war ein russischer neonazistischer Aktivist, ein Vlogger und der Anführer und Mitbegründer der Restruct-Bewegung, die sich in den postsowjetischen Staaten manifestierte.
Tessak erlangte erstmals öffentliche Aufmerksamkeit als White Power-Skinhead und Anführer der rechtsextremen Jugendgruppe Format18, die als „bewaffneter Flügel“ der National Socialist Society bezeichnet wurde. Innerhalb der Restruct-Bewegung von Marzinkewitsch gibt es zahlreiche Ableger, von denen der bekannteste Occupy Pedophilia heißt, dessen Ziele die Bekämpfung von Pädophilen und die Verbreitung neonationalistischer Ansichten unter Jugendlichen sind. Tessaks Rassismus, sein gewalttätiges Vorgehen und seine Angriffe auf schwule Männer sind kritisiert worden. In einem Fall haben seine Aktionen zur Inhaftierung eines hochrangigen Beamten des russischen Justizsystems geführt.
Marzinkewitsch wurde wegen Aufstachelung zum Rassenhass zu drei Haftstrafen verurteilt. Tessak wurde erstmals 2007 angeklagt, nachdem er in einem Moskauer Buchklub politische Debatten gestört hatte, indem er den Nazigruß zeigte und „Sieg Heil!“ rief. Im Jahr 2009 wurde er zu drei Jahren Haft verurteilt, weil er ein Video mit rassistischem Inhalt gedreht hatte. Im Herbst 2013 wurde Tessak erneut angeklagt, weil er neue Videos mit rassistischen Äußerungen veröffentlicht hatte. Daraufhin wurde er am 15. August 2014 zu einer fünfjährigen Haftstrafe verurteilt. Am 11. November 2014 reduzierte das Gericht die Strafe auf zwei Jahre und 10 Monate.
Am 27. Juni 2017 verurteilte das Moskauer Bezirksgericht Babuschkinskij Marzinkewitsch wegen seiner Beteiligung an Angriffen auf Händler von Cannabinoidmimetika zu zehn Jahren Haft in einer Strafkolonie mit strengem Regime. Während seiner vierten Haftstrafe im Jahr 2020 wurde eine Untersuchung über seine Beteiligung an Hassmorden eingeleitet. Marzinkewitsch gestand die Morde und kooperierte mit den Ermittlungsbehörden, wurde aber bald darauf tot in seiner Gefängniszelle aufgefunden.

## Leben
Zu Lebzeiten gab Marzinkewitsch an, er sei russischer, polnischer, litauischer und belarussischer Abstammung. Seine Eltern sind Sergei Jewgenjewitsch Marzinkewitsch und Wiktorija Leonidowna Marzinkewitsch. Wie in Tessaks erstem autobiografischen Hörbuch Destruct zum Ausdruck kommt, teilte seine Mutter die extremistischen Ansichten ihres Sohnes nicht, während sein Vater ihn unterstützte. Einem Bericht der Meduza zufolge wurde ein Abschiedsbrief entdeckt, nachdem Marzinkewitsch tot in seiner Gefängniszelle aufgefunden worden war. Berichten zufolge enthielt der Brief die Aufforderung an die Beamten, Marzinkewitschs Frau in Jekaterinburg ein privates Tagebuch und ein Buch über den Kommunismus zu übergeben.
Marzinkewitsch wurde in die russische Armee eingezogen, obwohl er behauptete, dass er nach einigen Tagen entlassen wurde, nachdem er einen Kameraden aserbaidschanischer Abstammung verprügelt hatte. Tessaks Spitzname bezog sich auf sein Interesse an Messern. Er absolvierte eine höhere Berufsschule für Architektur und wurde von der Russischen Staatlichen Sozialuniversität verwiesen. Marzinkewitsch sagte, er sei dreieinhalb Jahre lang als Ingenieur beschäftigt gewesen.

## Format18
Tessak war Mitglied der White Power-Skinhead-Gruppe „Russian Purpose“ unter der Leitung von Semjon Tokmakow. Marzinkewitsch war bis 2003 auch Mitglied der Nationalen Volkspartei. Im Jahr 2005 gründete er die Skinhead-Organisation Format18. Die Zahl 18 ist ein Chiffre für Adolf Hitler. Mitglieder von Format18 haben asiatische Wanderarbeiter und Obdachlose verprügelt, die Angriffe gefilmt und die Videos im Internet veröffentlicht. Marzinkewitsch hat fiktive Videos gedreht, in denen er Hass gegen Schwarze und Antifaschisten schürt. Die Zeitschrift Russian Reporter veröffentlichte einen Bericht über eines der Videos, in dem „Marzinkewitsch die Öffentlichkeit mit seinem Video von der Hinrichtung eines tadschikischen Drogendealers schockiert, der von als Ku-Klux-Klan-Mitglieder verkleideten Personen erhängt und zerstückelt wurde, die sich bald als inszeniert entpuppte“. Marzinkewitsch und andere Mitglieder von Format18 traten in der britischen Fernsehsendung Ross Kemp on Gangs auf.
Format18 wurde im September 2010 mittels eines Gerichtsbeschlusses wegen Extremismus verboten.

## Occupy Pedophilia
Nach seiner Entlassung aus dem Gefängnis gründete Marzinkewitsch die Bewegung Occupy Pedophilia (russisch Оккупай педофиляй Okkupay pedofilyay, englisch Occupy Pedophilia), die sich darauf konzentrierte, als pädophil geltende Männer zu verprügeln und zu erniedrigen. Die Mitglieder der Bewegung fanden ihre Opfer über das Internet, gaben sich als männliche Minderjährige aus und verabredeten sich mit ihnen. Dann traf sich eine Gruppe von Personen mit dem vermeintlichen Pädophilen und demütigte ihn, indem sie ihm manchmal Urin über den Kopf schütteten und dies filmten, um es im Internet zu veröffentlichen.
Im September 2013 begannen die Medien über eines von Tessaks Videos zu berichten, das in einer Moskauer Wohnung aufgenommen worden war, was zur Verhaftung von Andrej Kaminow, dem ehemaligen stellvertretenden Leiter des Föderalen Gerichtsvollzieherdienstes der Region Moskau, führte.
Aktivisten der Bewegung und insbesondere Tessak wurden von den Medien wegen Vigilantismus, Gewalt und Verbindungen zu einem anderen Zweig der Restruct-Bewegung namens Occupy Gerontophilia (russisch Оккупай геронтофиляй) kritisiert, der sich gegen junge Männer richtet, die angeblich an Dates mit älteren gleichgeschlechtlichen Partnern interessiert sind. Die Aktionen von Mitgliedern beider Gruppen wurden auch als Kampagnen gegen LGBT-Menschen beschrieben, wobei ein Leiter der lokalen Occupy Pedophilia-Gruppe sagte, dass „praktisch alle schwulen Männer pädophil sind“.

## Verurteilungen

### Erste Verurteilung
Am 28. Januar 2007 besuchten Marzinkewitsch und seine Freunde den Moskauer Buchclub Bilingua. Dieser diente damals als Plattform für die politischen Debatten der Journalisten Julija Latynina und Maxim Kononenko. Tessak fragte, ob sie damit einverstanden seien, dass alle Demokraten getötet werden müssten, um Russland zu verbessern, und rief dann „Sieg!“ und hob die Hand zum Hitlergruß, woraufhin seine Freunde „Heil!“ riefen. Die Rufe hielten noch einige Minuten an, und einige der weiblichen Teilnehmer riefen daraufhin „Faschismus geht nicht vorbei!“ Die Polizei wurde nicht gerufen. Schließlich reichte der Gastgeber der Debatten, Alexei Nawalny, einen Brief an die russische Staatsanwaltschaft ein.
Am 2. Juli 2007 wurde Marzinkewitsch von etwa zehn Mitgliedern einer russischen Anti-Extremisten-Spezialeinheit in einem Fitnessstudio verhaftet. Am 18. Februar 2008 wurde Tessak wegen Anstiftung zu Rassenhass zu drei Jahren Gefängnis verurteilt. Die russische Zeitung Nowaja gaseta veröffentlichte einen Meinungsartikel, in dem es hieß, die Ermittler hätten die schlimmsten Fälle der kriminellen Aktivitäten dieses Neonazis ignoriert, was zu der milden Strafe geführt habe.

### Zweite Verurteilung
Im Jahr 2006 inszenierten 20 als Ku-Klux-Klan-Mitglieder verkleidete Personen die Hinrichtung eines tadschikischen Drogendealers, die sie filmten und im Internet verbreiteten. Die Organisatoren der Aufführung waren Marzinkewitsch und Artjom Sujew. Sujew lieferte auch das Voiceover für das Video.
Für diese Taten wurde Tessak am 16. Januar 2009 wegen Anstachelung zum Rassenhass angeklagt und zu drei Jahren Haft verurteilt. Das Gericht hat die gute Führung des Gefangenen gewürdigt und die Strafe auf dreieinhalb Jahre Gefängnis ab der ersten Verurteilung angepasst. Artjom Sujew erhielt eine Bewährungsstrafe von drei Jahren.
Marzinkewitsch wurde am 31. Dezember 2010 freigelassen. Ein halbes Jahr später versuchte er, dem Russischen Koordinationsrat der Opposition beizutreten, und wurde als Kandidat für die Parlamentswahl 2011 registriert, dann aber wegen seiner neonazistischen Ansichten und mangelnder Opposition gegen die russische Regierung disqualifiziert, wobei letzteres teilweise damit zusammenhing, dass seine Anmeldegebühr von einem Mitglied der regierungsfreundlichen Jugendbewegung Naschi bezahlt worden war.

### Dritte Verurteilung
Im Herbst 2013 wurde eine neue Strafanzeige gegen Tessak eingereicht. Auf der Flucht vor der Strafverfolgung reiste Marzinkewitsch über Belarus nach Kuba, wo er neue Videos drehen wollte.
Im Dezember 2013 wurde er auf der Grundlage eines Gerichtsurteils in Moskau in Abwesenheit wegen Extremismus verurteilt. Grund dafür war die Veröffentlichung von drei YouTube-Videos, in denen Tessak zu sehen war. Zwei der Videos waren seine Rezensionen der Filme Stalingrad und Okolofutbola (Kicking Off) mit rassistischen Äußerungen, während das dritte Video alle Kandidaten der Moskauer Bürgermeisterwahlen kritisierte und vorschlug, Einwanderer als Mittel zur Verbesserung der Stadt zu entfernen. Auch Videos im Zusammenhang mit der Occupy Pedophilia-Bewegung wurden untersucht. Marzinkewitsch sagte, die Anklage sei von der „Pädo-Lobby“ aus Rache erhoben worden, und erwähnte den Beamten Andrej Kaminow, den er bei einem von Maxim organisierten Date mit einer Minderjährigen erwischt hatte.
Tessak wurde am 17. Januar 2014 in Kuba verhaftet. Am 27. Januar 2014 wurde er in Handschellen von Havanna nach Moskau abgeschoben, weil er seinen Aufenthalt dort überschritten hatte, und anschließend von den russischen Behörden verhaftet. Am 29. Januar wurde Marzinkewitsch angeklagt.
Ein Moskauer Gericht begann am 30. Juli 2014 mit der Verhandlung des Falles. Marzinkewitsch wurde wegen Anstiftung zu ethnischem Hass unter Androhung von Gewalt angeklagt. Die Staatsanwaltschaft argumentierte, dass der Angeklagte drei Videos mit extremistischem Inhalt und psychologischen Drohungen gezeigt habe, die Marzinkewitsch auf seiner persönlichen Seite im sozialen Netzwerk Vk.com veröffentlicht hatte. Das Gericht stimmte dem zu und verurteilte Marzinkewitsch am 15. August 2014 zu fünf Jahren Haft in einer Strafkolonie mit einem strengen Regime. Am 11. November 2014 legten die Anwälte des Gefangenen Berufung gegen das Urteil ein und das Gericht reduzierte die Strafe auf zwei Jahre und zehn Monate.

### Vierte Verurteilung
Am 18. März 2015 wurde berichtet, dass Marzinkewitsch wegen Raubes und Hooliganismus angeklagt worden war. Sein Anwalt erklärte, die Anklagen stünden im Zusammenhang mit Tessaks Aktivitäten gegen Händler von Cannabinoidmimetika. Der Fall wurde im November 2016 vor dem Bezirksgericht Babuschkinskij verhandelt, wobei Marzinkewitsch auf nicht schuldig plädierte. Der Staatsanwalt forderte elf Jahre und sechs Monate Haft in einer Strafkolonie mit strengem Regime. Tessak wurde der Angriffe für schuldig befunden, von denen einer tödlich endete, und am 27. Juni 2017 verurteilte Richter Alexander Gluchow Marzinkewitsch zu zehn Jahren Haft in einer strengen Arbeitskolonie, die am 27. Januar 2014 begann.
Am 21. Mai 2018 wurde berichtet, dass das Moskauer Stadtgericht die Verurteilung vom 27. Juni 2017 aufgehoben und eine neue Anhörung beantragt hat, während Marzinkewitsch weiterhin inhaftiert blieb. Im Dezember 2018 verurteilte das Bezirksgericht Babuschkinskij Marzinkewitsch erneut zu zehn Jahren Haft in einer Arbeitskolonie mit strengem Regime. Marzinkewitsch legte Berufung ein. Er verbüßte die Strafe in der Matrosenruhe.

### Weitere juristische Auseinandersetzungen
Im Februar 2013 hielt sich Tessak in Minsk auf, um eine Augenlaserkorrektur vornehmen zu lassen. Während des Besuchs geriet er in eine Schlägerei mit einer Gruppe von antifaschistischen Fußballfans des Partizan Minsk. Sein Begleiter Sergei Korotkikh stach mit einem Messer auf einen von ihnen ein, woraufhin Marzinkewitsch von der Polizei wegen des Verdachts auf Hooliganismus festgenommen wurde. Er wurde bald wieder freigelassen, ohne dass Anklage erhoben wurde.
Einer von Marzinkewitsch Anwälten gab im Oktober 2014 eine öffentliche Erklärung ab, in der es hieß, sein Mandant sei kürzlich wegen Hooliganismus angeklagt worden, weil er einem Mann die Haare abgeschnitten habe.
Im November 2014 wurde Tessak wegen Aufstachelung zum Rassenhass angeklagt, weil er sein als extremistisch eingestuftes Buch Restruct geschrieben und veröffentlicht hatte.

## Mordvorwürfe
Die Ermittlungen im Zusammenhang mit dem oben erwähnten Mord an einem Tadschiken und einem Dagestaner führten zu Maxim Marzinkewitsch, der zu diesem Zeitpunkt seine vierte Haftstrafe verbüßte. Er wurde von Komplizen aufgespürt, verhört und wahrscheinlich gefoltert. Er gestand, an einer Reihe von rassistisch motivierten Morden beteiligt gewesen zu sein. Den Ermittlungen zufolge handelte es sich bei den Opfern um mehrere Männer nicht-slawischen Aussehens (meist zentralasiatische Wanderarbeiter) und eine russische Prostituierte. Marzinkewitsch sagte gegen andere an den Morden Beteiligte aus und führte die Ermittler zu einigen der Leichen der Opfer. Trotz aller Geständnisse von Marzinkewitsch und anderen wurden die Ermittlungen gegen ihn Anfang 2023 auf Antrag seines Vaters eingestellt, da der Verdächtige verstorben war.

## Tod
Am 16. September 2020 wurde Marzinkewitsch mit Folterspuren in einer Untersuchungshaftanstalt in Tscheljabinsk tot aufgefunden, angeblich weil er sich das Leben genommen hatte. Die Ermittler leiteten eine Voruntersuchung zu seinem Tod ein, da die Überwachungskameras in der Nähe seiner Zelle in der Nacht seines Todes nicht funktionierten. Er sollte nach Moskau reisen, um dort in einem Strafverfahren aus dem Jahr 1999 befragt zu werden. An der Beerdigung von Marzinkewitsch auf dem Kunzewoer Friedhof nahmen mehrere tausend Menschen teil. Die offizielle Erklärung, dass es sich bei seinem Tod um einen Selbstmord handelte, wurde von seinem Anwalt Matvey Dzen und von zahlreichen Kommentatoren, die dem Verstorbenen sowohl freundlich als auch feindlich gesinnt waren, angefochten.
In einem an seinen Todestag erschienen Artikel der Internet-Zeitung Meduza heißt es, dass Marzinkewitsch laut Gefängnisleitung sich zum Zeitpunkt seines Todes allein in seiner Zelle aufhielt. Weiterhin heißt es in dem Artikel, dass einer Quelle zufolge eine schriftliche Mitteilung in der Zelle gefunden worden sei, in der es unter anderem heißt, dass es Marzinkewitschs Wunsch sei, dass seiner Frau in Jekaterinburg das Tagebuch und ein Buch über den Kommunismus übergeben werden sollen. Allerdings werde diese Darstellung von anderen bestritten.